# Thomas Morris (kongressledamot)
Thomas Morris, född 26 februari 1771 i Philadelphia, död 12 mars 1849 i New York, var en amerikansk politiker (federalist). Han var ledamot av USA:s representanthus 1801-1803. Han var son till Robert Morris.
Morris gick i skola i Genève och studerade vid Leipzigs universitet. Han återvände sedan till Philadelphia, studerade juridik och inledde därefter sin karriär som advokat i Canandaigua, New York.
Morris blev invald i representanthuset i kongressvalet 1800. Han kandiderade inte till omval efter en mandatperiod i representanthuset.